# کلاوس بر
کلاوس بر (آلمانی: Klaus Beer؛ زادهٔ ۱۴ نوامبر ۱۹۴۲) ورزشکار پرش طول اهل آلمان است.
وی در مسابقات کشوری و بین‌المللی در مجموع برندهٔ ۳ مدال نقره شده‌است.